# متحف الطب والعلوم عند العرب
متحف الطب والعلوم عند العرب في مدينة دمشق، أقيم في البيمارستان النوري، بعد أن أعادت ترميمَه المديرية العامة للآثار والمتاحف عام 1978، وجهَّزته ليصبح مقرًّا للمتحف.

## تاريخه
شُيِّد البناء الأثري للمتحف "البيمارستان النوري" عام 549هـ، ويعد أولَ مستشفًى إسلامي تحوَّل إلى متحف، ويضم نماذجَ من الأدوات الطبية، وأدوات الصيدلة، وما يختصُّ بهما من العهود القديمة، ووثائق عن تطوُّر الطبِّ والعلوم عند العرب، وتماثيل للأطبَّاء يعملون ويدرسون في البيمارستان، وفي وسطه نافورة.

## موقعه
يقع متحف الطب والعلوم عند العرب في شارع جانبي من سوق الحَمِيدية، إلى الجنوب الغربي من الجامع الأموي في منطقة الحريقة. ويمكن معرفته بسهولة من قبَّته المقرنصة الحمراء من الآجُرِّ على الطِّراز الرافدي، والمزوَّدة بالزجاج الغامق.

## أقسامه
المتحف يضم أربع قاعات رئيسة هي:
1. قاعة العلوم: يعرض فيها أهم الأدوات العربية واللوحات الفنية التي تذكر بتطور العلوم عند العرب.
2. قاعة الصيدلة: حيث يعرض فيها نماذج تمثل الأدوات والأجهزة التي كان يقوم العلماء العرب بواسطتها بمزج ودق وتركيب الأدوية المستخرجة من الأعشاب الطبية.
3. قاعة الطب: تحوي على مخطوطات ولوحات ورسوم طبية ونماذج لأدوات جراحية مأخوذة من كتاب الزهراوي، بالإضافة إلى مقتنيات لها علاقة بالطب الروحي وأدوات لها علاقة بالشراب والغذاء.
4. قاعة الطيور والحيوانات المحنطة: وهي تعليمية أكثر منها أثرية، إذ تحتوي على نماذج حديثة لطيور وحيوانات متنوعة محنطة، وهذا يشير إلى اهتمام العرب بعلم الحيوان وفن البيطرة.

وفيه مكتبة تضمُّ مجموعة من الكتب العلمية والطبية والصيدلانية، والمؤلفات والمجلات والدراسات التي تبحث في التراث العربي الإسلامي.

## إعادة افتتاحه
أعيد افتتاح المتحف في 14 أبريل 2019 بعد إغلاقه ستَّ سنوات من جرَّاء القصف الذي تعرَّضت له أحياء دمشق. وجاء حفل إعادة الافتتاح ضمن فعاليات مهرجان دمشق الثقافي الذي أقامته وزارة الثقافة في إطار خُطة تأهيل المتاحف الوطنية المختلفة التي أُغلقت بسبب الحرب في سورية.